# 沃倫鎮區 (印地安納州聖約瑟夫縣)
沃倫鎮區（英語：Warren Township）是位於美國印地安納州聖約瑟夫縣的一個行政鎮區。

## 地方資料
根據2010年美國人口普查的數據，沃倫鎮區的面積為85.34平方千米，當中陸地面積為83.16平方千米，而水域面積為0.18平方千米。當地共有人口6430人，而人口密度為每平方千米75.35人。